# Кварковая звезда
Ква́рковая звезда́ — гипотетический космический объект, состоящий из так называемой «кварковой материи».
Пока неясно, является ли переход вещества в кварковое состояние обратимым, то есть перейдёт ли кварковая материя обратно в нейтронную при уменьшении давления. Как показывает моделирование, в «кварковом газе», из которого, предположительно, состоит кварковая звезда, должно присутствовать большое количество s-кварков, поэтому иногда кварковые звёзды называют ещё и «странными» звёздами.
Гипотезу о существовании кварковых звёзд впервые предложили Д. Д. Иваненко и Д. Ф. Курдгелаидзе в 1965 году.

## Формирование
Предполагается, что когда вырожденный газ, из которого состоят нейтронные звёзды, оказывается под достаточным давлением из-за гравитации звезды или сверхновой, создающей её, отдельные нейтроны распадаются на кварки (u-кварки и d-кварки), из которых они состоят, образуя таким образом кварковую материю. Это преобразование может быть ограничено только центром нейтронной звезды или трансформировать её целиком в зависимости от физических обстоятельств. Такие звёзды называют кварковыми.

## Свойства вещества
Дополнительные сведения: Единая теория поля, Хронология Большого взрыва
Данный тип объектов должен содержать вещество в состоянии, для которого одновременно действуют все четыре фундаментальных взаимодействия материи, известные современной физике:
1. Гравитационное взаимодействие
2. Электромагнитное взаимодействие
3. Слабое ядерное взаимодействие
4. Сильное ядерное взаимодействие

В условиях, которые присутствуют внутри нейтронных звёзд, с чрезвычайно высокой плотностью, но температурой значительно ниже 1012 К, кварковая материя, как предсказывает теория, будет обладать некоторыми специфическими характеристиками. К примеру, ожидается, что она будет вести себя как ферми-жидкость и будет присутствовать цветовая сверхпроводимость. Подобные экстремальные условия в настоящее время не могут быть воссозданы в лабораториях, поэтому подобное вещество нельзя изучить проведением прямых экспериментов.
Кварковое вещество, состоящее из u- и d-кварков, имеет очень высокую энергию Ферми по сравнению с обычным атомарным веществом и стабильно только при экстремальных температурах и/или давлениях. Это говорит о том, что стабильными кварковыми звёздами могут быть только нейтронные звезды с ядром из кварковой материи.

## Странные звёзды
Согласно расчётам, высокая энергия Ферми, делающая обычную кварковую материю неустойчивой при низких температурах и давлениях, может быть существенно снижена путём преобразования достаточного количества u- и d-кварков в s-кварки. Этот вид кварковой материи называют странной материей. Гипотетические звёзды, состоящие из подобной материи, называют странными звёздами.

## Звёзды-кандидаты
По состоянию на 2022 год существование кварковых звёзд считается недоказанным. Существуют теоретические предпосылки к тому, что возможно преобразование нейтронных звёзд в кварковые. Отбор пульсаров в кандидаты в кварковые звёзды осуществляется на основании результатов анализа их периода вращения на предмет возможного превышения предела скорости вращения нейтронных звёзд. Например, возможной кварковой звездой считается быстро вращающийся пульсар XTE J1739-285. Также масса таких объектов должна быть близка к верхнему пределу допустимых масс нейтронных звёзд и согласно последним исследованиям находится в пределах 2—2,5 M☉. Возможно состоящими из кварковой формы состояния материи считают следующие объекты:
- Учёные из канадского университета в Калгари предполагают, что остаток обнаруженной 18 сентября 2006 года яркой сверхновой SN 2006gy, возможно, является кварковой звездой.
- Релятивистские объекты на месте сверхновых SN 2005gj[англ.], SN 2005ap[англ.] и ASASSN-15lh[англ.].
- Результатом слияния двух нейтронных звезд вызвавшим гравитационно-волновой всплеск GW190425 может быть кварковая звезда[11].
- Спектроскопическое исследование компактной звезды HESS J1731-347 в остатке сверхновой, опубликованное в 2022 году[12], показало, что масса этого объекта может составлять 0,8±0,2 M☉, хотя ранее не было известно нейтронных звёзд с массами менее 1,1 M☉, и столь малую массу трудно согласовать с имеющимися теоретическими моделями взрывов сверхновых. Правда, авторы показали, что масса этой звезды может быть и больше, в зависимости от применяемой модели атмосферы и модели распределения температуры по поверхности звезды. Но это не помешало обозревателю на портале phys.org предположить (и даже вынести это в заголовок), что компактный объект HESS J1731-347 из-за своей малой массы может оказаться кварковой звездой[13] (хотя в исходной статье авторы, напротив, отметили, что малая масса затрудняет переход к кварковой материи).